# Rainer Slotta

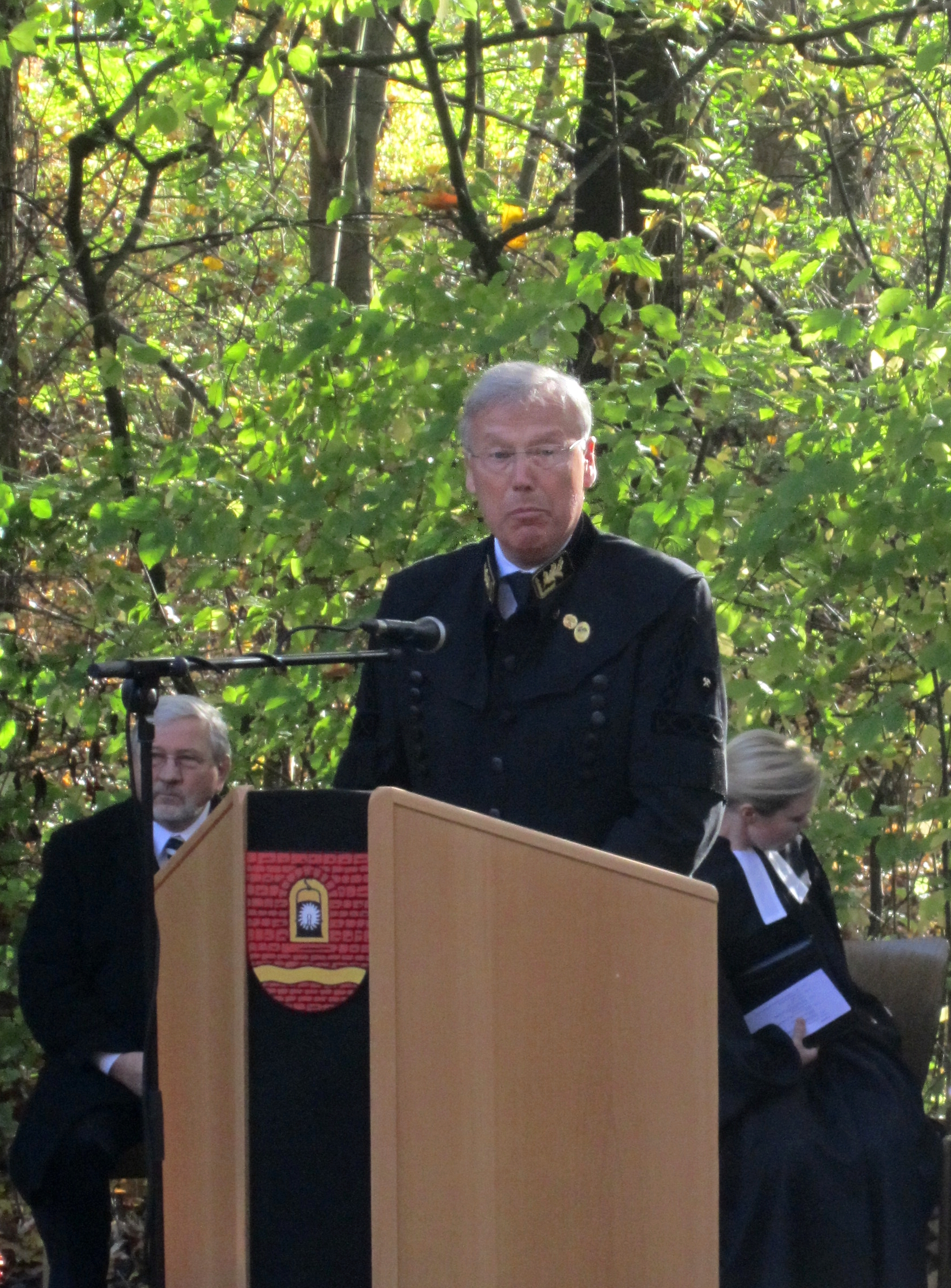
Rainer Slotta im Jahr 2013 bei der Gedenkveranstaltung zum 50. Jahrestag des Grubenunglücks von Lengede

Rainer Slotta (* 1. Mai 1946 in Braunschweig) ist ein deutscher Industriearchäologe und ehemaliger Museumsleiter. International bekannt wurde er durch seine mehr als 400 Publikationen. Er war von 1987 bis 2012 Direktor des Deutschen Bergbau-Museums Bochum.

## Leben
Rainer Slotta studierte von 1966 bis 1974 an der Universität des Saarlandes in Saarbrücken sowie an der TU Braunschweig in den Fächern Bau- und Kunstgeschichte, Vorderasiatische Archäologie, Vor- und Frühgeschichte, Klassische Archäologie und Mittelalterliche Geschichte. Während des Studiums nahm er an den Ausgrabungen in Tell Kāmid el-Lōz (Libanon) und Mumbaqat (Syrien) teil. Slotta wurde 1974 an der Universität des Saarlandes Saarbrücken mit dem Thema „Romanische Architektur im lothringischen Département Meurthe-et-Moselle“ zum Dr. phil. promoviert.
Er erhielt ein Thyssen-Stipendium am Deutschen Bergbau-Museum Bochum und wurde dort 1977 wissenschaftlicher Mitarbeiter. Später leitete er die Abteilung „Technische Denkmäler“. Im Jahr 1987 wurde Slotta zum Direktor des Deutschen Bergbau-Museums Bochum ernannt. 1997 wurde ihm von der Landesregierung Nordrhein-Westfalens der „Professor“-Titel verliehen.

## Auszeichnungen
- 1985: Verleihung der Frontinus-Medaille der Frontinus-Gesellschaft
- 1989: Ernennung zum „Chevalier de l’Ordre des Arts et des Lettres“ durch den französischen Kulturminister Jack Lang
- 2002: Verleihung des „Ordens der Würde“ durch den georgischen Staatspräsidenten Eduard Schewardnadse
- 2006: Verleihung der Agricola-Denkmünze durch die Gesellschaft für Bergbau, Metallurgie, Rohstoff und Umwelttechnik e. V.
- 2006: Verleihung der Ehrenplakette der Stadt Goslar
- 2010: Verleihung des Verdienstkreuzes am Bande des Verdienstordens der Bundesrepublik Deutschland

## Schriften
- Einführung in die Industriearchäologie. Wissenschaftliche Buchgesellschaft, Darmstadt 1982. ISBN 3-534-07411-4.
- Technische Denkmäler in der Bundesrepublik Deutschland. Band 1. Bochum 1975.
- Technische Denkmäler in der Bundesrepublik Deutschland. Band 2, Elektrizität-, Gas- und Wasserversorgung, Entsorgung. Bochum 1977.
- Technische Denkmäler in der Bundesrepublik Deutschland. Band 3, Die Kali- und Salzindustrie. Bochum 1980.
- Technische Denkmäler in der Bundesrepublik Deutschland. Band 4, Der Metallerzbergbau, Teil 1. Bochum 1983.
- Technische Denkmäler in der Bundesrepublik Deutschland. Band 4, Der Metallerzbergbau, Teil 2. Bochum 1983.
- Technische Denkmäler in der Bundesrepublik Deutschland. Band 5, Der Eisenerzbergbau, Teil 1. Bochum 1986.
- Technische Denkmäler in der Bundesrepublik Deutschland. Band 5, Der Eisenerzbergbau, Teil 3, Die Hochofenwerke. Bochum 1988.
- Kraftwerk Hamburg-Neuhof. Ein Großinventar. (= Arbeitshefte zur Denkmalpflege in Hamburg, Nr. 12.) Christians, Hamburg 1992.
- Kraftwerk Tiefstack. Eine Dokumentation. (= Arbeitshefte zur Denkmalpflege in Hamburg, Band 14.) Christians, Hamburg 1994.
- mit Christoph Bartels (Hrsg.): Der alteuropäische Bergbau. Von den Anfängen bis zur Mitte des 18. Jahrhunderts. Aschendorff Verlag, Münster 2012, ISBN 978-3-402-12901-2.